# 유스하라정
유스하라정(일본어: 檮原町)은 일본 고치현 서부에 있는 다카오카군의 정이다.

## 지리
고치현 북서부의 다카오카군에 속하며 시코쿠 산지의 서쪽 끝에 위치한다. 또한 일본 3대 카르스트 중 하나인 시코쿠 카르스트가 북부에 있다.
사방이 산으로 둘러싸여 있으며 면적의 91%를 숲이 차지하고 있다. 공식 홈페이지 등에서는 '구름 위의 마을'을 캐치프레이즈로 내걸고 있다.

### 인접한 자치체
- 고치현
  - 다카오카군 쓰노정, 시만토정

- 에히메현
  - 세이요시
  - 기타우와군 기호쿠정
  - 가미우케나군 구마코겐정

## 역사
- 1889년 4월 1일 - 정촌제 시행으로 니시쓰노촌이 성립하였다.
- 1912년 7월 20일 - 유스하라촌으로 개칭하였다.
- 1966년 11월 3일 - 정으로 승격해 유스하라정이 되었다.

## 교통

### 도로
- 국도 197호선
- 국도 440호선

## 자매 도시
- 일본 효고현 니시노미야시